# کوژچکووو
کوژچکووو (به لهستانی:  Kożyczkowo) یک منطقهٔ مسکونی در لهستان است که در گمینا خمیلنو واقع شده‌است.
 کوژچکووو  ۴۵۱ نفر جمعیت دارد.